# Bruce Harlan
Bruce Harlan   (Pennsilvània, 2 de gener de 1926 - Norwalk, 22 de juny de 1959) fou un saltador estatunidenc que va competir durant la dècada de 1940.
El 1948 va prendre part en els Jocs Olímpics d'Estiu de Londres, on disputà dues proves del programa de salts. Guanyà la medalla d'or en la competició del salt de trampolí de 3 metres i la de plata en la del salt de palanca de 10 metres.
A l'institut havia destacat com a lluitador i saltador de perxa, i durant la Segona Guerra Mundial va servir a la Marina dels Estats Units. Fou entrenador de salts a la Universitat de Michigan entre 1954 i 1959. El 21 de juny de 1959 va participar en una exhibició de salts a Fairfield, Connecticut. Mentre ajudava a desmuntar les bastides de la torre de salts va patir una caiguda des de més de 8 metres d'alçada que li acabaria provocant la mort l'endemà.
El 1973 fou inclòs a l'International Swimming Hall of Fame.